# Aimé Boucher
Pour les articles homonymes, voir Boucher.
Aimé Boucher (23 juillet 1877-9 septembre 1946 à l'âge de 69 ans) est un notaire et homme politique fédéral du Québec.

## Biographie
Né à Pierreville dans la région du Centre-du-Québec, Boucher étudie au Séminaire de Nicolet. En 1917, il épouse Marguerite, la fille du député et ministre provincial Louis-Jules Allard.
Élu député du Parti libéral du Canada dans la circonscription fédérale de Yamaska en 1921 lors d'une élection partielle déclenchée après les décès du député J.-E.-Oscar Gladu en 1920, il est réélu en 1921, 1925, 1926, 1930 et lors de l'élection partielle déclenchée après l'annulation de l'élection précédente en 1933. Il ne se représente pas en 1935.